# جيسون كابونو
جيسون كابونو (بالإنجليزية: Jason Kapono)‏ مواليد 4 فبراير 1981 في لونغ بيتش، هو لاعب كرة سلة أمريكي معتزل بدأ مسيرته الاحترافية في سنة 2003 حيث تم اختياره من قبل فريق كليفلاند كافالييرز خلال الدرافت. يبلغ طوله 6 قدم 8 بوصة (2.0 م). اعتزل اللعب في 2013.

## فرق لعب لها
- كليفلاند كافالييرز
- شارلوت هورنتس
- ميامي هيت
- تورونتو رابتورز
- فيلادلفيا سفنتي سيكسرز
- لوس أنجلوس ليكرز

## إحصائيات المسيرة
| † | فاز ببطولة الرابطة الوطنية لكرة السلة |
|   | تصدر الدوري                           |

### الموسم الاعتيادي
| السنة    | الفريق                 | لعب | بدأ | دقيقة | ميداني% | ثلاثية | حرة   | ارتداد | صنع | استلاب | تصدي | نقطة |
| -------- | ---------------------- | --- | --- | ----- | ------- | ------ | ----- | ------ | --- | ------ | ---- | ---- |
| 2003–04  | كليفلاند كافالييرز     | 41  | 3   | 10.4  | .403    | .477   | .833  | 1.3    | .3  | .3     | .0   | 3.5  |
| 2004–05  | شارلوت هورنتس          | 81  | 14  | 18.4  | .401    | .412   | .824  | 2.0    | .8  | .5     | .1   | 8.5  |
| 2005–06† | ميامي هيت              | 51  | 2   | 13.0  | .446    | .396   | .848  | 1.4    | .7  | .1     | .1   | 4.1  |
| 2006–07  | ميامي هيت              | 67  | 35  | 26.4  | .494    | .514   | .892  | 2.7    | 1.2 | .6     | .0   | 10.9 |
| 2007–08  | تورونتو رابتورز        | 81  | 7   | 18.9  | .488    | .483   | .860  | 1.5    | .8  | .4     | .0   | 7.2  |
| 2008–09  | تورونتو رابتورز        | 80  | 12  | 22.9  | .432    | .428   | .810  | 2.0    | 1.3 | .3     | .0   | 8.2  |
| 2009–10  | فيلادلفيا سفنتي سيكسرز | 57  | 12  | 17.1  | .419    | .368   | .600  | 1.2    | .7  | .4     | .1   | 5.7  |
| 2010–11  | فيلادلفيا سفنتي سيكسرز | 24  | 2   | 4.7   | .250    | .125   | .500  | .5     | .2  | .1     | .0   | .7   |
| 2011–12  | لوس أنجلوس ليكرز       | 27  | 0   | 10.0  | .382    | .296   | 1.000 | .5     | .4  | .1     | .0   | 2.0  |
| المسيرة  |                        | 509 | 87  | 17.8  | .442    | .434   | .835  | 1.7    | .8  | .4     | .0   | 6.7  |

### التصفيات
| السنة   | الفريق          | لعب | بدأ | دقيقة | ميداني% | ثلاثية | حرة   | ارتداد | صنع | استلاب | تصدي | نقطة |
| ------- | --------------- | --- | --- | ----- | ------- | ------ | ----- | ------ | --- | ------ | ---- | ---- |
| 2006†   | ميامي هيت       | 1   | 0   | 2.0   | .000    | .000   | .000  | .0     | .0  | .0     | .0   | .0   |
| 2007    | ميامي هيت       | 4   | 1   | 19.3  | .471    | .500   | 1.000 | 1.3    | .5  | .5     | .0   | 5.0  |
| 2008    | تورونتو رابتورز | 5   | 0   | 30.4  | .585    | .542   | .750  | 2.6    | .8  | .4     | .0   | 15.6 |
| المسيرة |                 | 10  | 1   | 23.1  | .557    | .536   | .833  | 1.8    | .6  | .4     | .0   | 9.8  |

## روابط خارجية
- جيسون كابونو على موقع الاتحاد الدولي لكرة السلة (الإنجليزية)
- جيسون كابونو على موقع الدوري الأوروبي لكرة السلة (الإنجليزية)
- جيسون كابونو على موقع إن بي أي (الإنجليزية)
- جيسون كابونو على موقع سبورتس رفرنس (الإنجليزية)
- جيسون كابونو على موقع كرة السلة الأوروبية.كوم (الإنجليزية)
- جيسون كابونو على موقع كلية كرة السلة في سبورتس رفرنس.كوم (الإنجليزية)
- جيسون كابونو على موقع ريلجم (الإنجليزية)
- جيسون كابونو على موقع بروبوليرز (الإنجليزية)
- جيسون كابونو على موقع سبورتس رفرنس (الإنجليزية)